# Okręg wyborczy nr 13 do Sejmu Rzeczypospolitej Polskiej
Okręg wyborczy nr 13 do Sejmu Rzeczypospolitej Polskiej obejmuje obszar miasta na prawach powiatu Krakowa oraz powiatów krakowskiego, miechowskiego i olkuskiego (województwo małopolskie). W obecnym kształcie został utworzony w 2001. Wybieranych jest w nim 14 posłów w systemie proporcjonalnym (od 2005 do 2011 wybierano 13 posłów).
Siedzibą okręgowej komisji wyborczej jest Kraków.

## Wyniki wyborów
| Podział 14 mandatów: SLD–UP: 5 Samoobrona: 1 PSL: 1 PO: 3 PiS: 2 LPR: 2 |

| Podział 13 mandatów: SLD: 1 PO: 5 PiS: 6 LPR: 1 |

| Podział 13 mandatów: LiD: 1 PO: 7 PiS: 5 |

| Podział 14 mandatów: RP: 1 PO: 8 PiS: 5 |

| Podział 14 mandatów: NRP: 1 K’15: 1 PO: 5 PiS: 7 |

| Podział 14 mandatów: SLD: 2 KO: 4 PSL: 1 Konfederacja: 1 PiS: 6 |

| Podział 14 mandatów: NL: 1 KO: 5 TD: 2 Konfederacja: 1 PiS: 5 |

## Reprezentanci okręgu
| Sejm | Rok  | Poseł KW                   | Poseł KW                                | Poseł KW     | Poseł KW                               | Poseł KW                   | Poseł KW                             | Poseł KW          | Poseł KW                      | Poseł KW             | Poseł KW      | Poseł KW          | Poseł KW          | Poseł KW        | Poseł KW     | Poseł KW         | Poseł KW                                    | Poseł KW        | Poseł KW          | Poseł KW             | Poseł KW                  | Poseł KW | Poseł KW     | Poseł KW | Poseł KW        | Poseł KW | Poseł KW         | Poseł KW | Poseł KW      |
| ---- | ---- | -------------------------- | --------------------------------------- | ------------ | -------------------------------------- | -------------------------- | ------------------------------------ | ----------------- | ----------------------------- | -------------------- | ------------- | ----------------- | ----------------- | --------------- | ------------ | ---------------- | ------------------------------------------- | --------------- | ----------------- | -------------------- | ------------------------- | -------- | ------------ | -------- | --------------- | -------- | ---------------- | -------- | ------------- |
| IV   | 2001 |                            | K. Chrzanowski SLD–UP (2001) SLD (2005) |              | Z. Ziobro PiS                          |                            | B. Cieślak SLD–UP                    |                   | M. Kotlinowski LPR            |                      | J. Rokita PO  |                   | J. Hausner SLD–UP |                 | B. Klich PO  |                  | K. Wójcik Samoobrona                        |                 | T. Szczypiński PO |                      | Z. Wassermann PiS         |          | B. Pęk PSL   |          | A. Filek SLD–UP |          | J. Orkisz SLD–UP |          | S. Papież LPR |
| IV   | 2004 | J. Krzyworzeka PO          | K. Chrzanowski SLD–UP (2001) SLD (2005) | S. Nowak PSL | Z. Ziobro PiS                          |                            | B. Cieślak SLD–UP                    |                   | M. Kotlinowski LPR            |                      | J. Rokita PO  |                   | J. Hausner SLD–UP |                 |              |                  | K. Wójcik Samoobrona                        |                 | T. Szczypiński PO |                      | Z. Wassermann PiS         |          |              |          | A. Filek SLD–UP |          | J. Orkisz SLD–UP |          | S. Papież LPR |
| V    | 2005 |                            | K. Chrzanowski SLD–UP (2001) SLD (2005) | J. Krupa PO  | Z. Ziobro PiS                          |                            | I. Raś PO (2005) KO (2019) TD (2023) | J. Fedorowicz PO  | M. Kotlinowski LPR            |                      | J. Rokita PO  | B. Bubula PiS     |                   | B. Bosak PiS    |              | M. Ryniak PiS    |                                             | A. Adamczyk PiS | T. Szczypiński PO | —                    | —                         |          |              |          |                 |          |                  |          |               |
| V    | 2006 | S. Papież LPR              | K. Chrzanowski SLD–UP (2001) SLD (2005) | J. Krupa PO  | Z. Ziobro PiS                          |                            | I. Raś PO (2005) KO (2019) TD (2023) | J. Fedorowicz PO  |                               |                      | J. Rokita PO  | B. Bubula PiS     |                   | B. Bosak PiS    |              | M. Ryniak PiS    |                                             | A. Adamczyk PiS | T. Szczypiński PO | —                    | —                         |          |              |          |                 |          |                  |          |               |
| V    | 2007 | S. Papież LPR              | K. Chrzanowski SLD–UP (2001) SLD (2005) | J. Krupa PO  | Z. Ziobro PiS                          | W. Śmiałek PiS             | I. Raś PO (2005) KO (2019) TD (2023) | J. Fedorowicz PO  |                               |                      | J. Rokita PO  |                   |                   | B. Bosak PiS    |              | M. Ryniak PiS    |                                             | A. Adamczyk PiS | T. Szczypiński PO | —                    | —                         |          |              |          |                 |          |                  |          |               |
| VI   | 2007 |                            | J. Widacki LiD                          | J. Krupa PO  | Z. Ziobro PiS                          |                            | I. Raś PO (2005) KO (2019) TD (2023) | J. Fedorowicz PO  | J. Gowin PO (2007) PiS (2015) | K. Matusik-Lipiec PO |               | A. Ryszka PO      | Ł. Gibała PO      | R. Terlecki PiS | J. Osuch PiS |                  |                                             | A. Adamczyk PiS |                   | —                    | —                         |          |              |          |                 |          |                  |          |               |
| VI   | 2009 | Z. Owczarski PiS           | J. Widacki LiD                          | J. Krupa PO  |                                        |                            | I. Raś PO (2005) KO (2019) TD (2023) | J. Fedorowicz PO  | J. Gowin PO (2007) PiS (2015) | K. Matusik-Lipiec PO |               | A. Ryszka PO      | Ł. Gibała PO      | R. Terlecki PiS | J. Osuch PiS |                  |                                             | A. Adamczyk PiS |                   | —                    | —                         |          |              |          |                 |          |                  |          |               |
| VI   | 2010 | Z. Owczarski PiS           | J. Widacki LiD                          | J. Krupa PO  | M. Ryniak PiS                          |                            | I. Raś PO (2005) KO (2019) TD (2023) | J. Fedorowicz PO  | J. Gowin PO (2007) PiS (2015) | K. Matusik-Lipiec PO |               | A. Ryszka PO      | Ł. Gibała PO      | R. Terlecki PiS | J. Osuch PiS |                  |                                             | A. Adamczyk PiS |                   | —                    | —                         |          |              |          |                 |          |                  |          |               |
| VII  | 2011 |                            | A. Grodzka RP                           | A. Duda PiS  | J. Lassota PO                          | J. Marczułajtis-Walczak PO | I. Raś PO (2005) KO (2019) TD (2023) | J. Fedorowicz PO  | J. Gowin PO (2007) PiS (2015) | K. Matusik-Lipiec PO | B. Bubula PiS |                   | Ł. Gibała PO      | R. Terlecki PiS | J. Osuch PiS | L. Gądek PO      |                                             | A. Adamczyk PiS |                   |                      |                           |          |              |          |                 |          |                  |          |               |
| VII  | 2014 | P. Ćwik PiS                | A. Grodzka RP                           |              | J. Lassota PO                          | J. Marczułajtis-Walczak PO | I. Raś PO (2005) KO (2019) TD (2023) | J. Fedorowicz PO  | J. Gowin PO (2007) PiS (2015) | K. Matusik-Lipiec PO | B. Bubula PiS |                   | Ł. Gibała PO      | R. Terlecki PiS | J. Osuch PiS | L. Gądek PO      |                                             | A. Adamczyk PiS |                   |                      |                           |          |              |          |                 |          |                  |          |               |
| VIII | 2015 |                            | M. Wassermann PiS                       | E. Duda PiS  | J. Lassota PO                          |                            | I. Raś PO (2005) KO (2019) TD (2023) | R. Trzaskowski PO | J. Gowin PO (2007) PiS (2015) |                      | B. Bubula PiS | J. Meysztowicz .N |                   | R. Terlecki PiS | J. Osuch PiS | L. Gądek PO      | A. Ścigaj K’15 (2015) PSL (2019) PiS (2023) | A. Adamczyk PiS | B. Sonik PO       |                      |                           |          |              |          |                 |          |                  |          |               |
| VIII | 2018 | J. Marczułajtis-Walczak PO | M. Wassermann PiS                       | E. Duda PiS  | J. Lassota PO                          | G. Lipiec PO               | I. Raś PO (2005) KO (2019) TD (2023) |                   | J. Gowin PO (2007) PiS (2015) |                      | B. Bubula PiS | J. Meysztowicz .N |                   | R. Terlecki PiS | J. Osuch PiS | L. Gądek PO      | A. Ścigaj K’15 (2015) PSL (2019) PiS (2023) | A. Adamczyk PiS |                   |                      |                           |          |              |          |                 |          |                  |          |               |
| IX   | 2019 |                            | M. Wassermann PiS                       | E. Duda PiS  | D. Gosek-Popiołek SLD (2019) NL (2023) |                            | I. Raś PO (2005) KO (2019) TD (2023) | P. Kowal KO       | J. Gowin PO (2007) PiS (2015) |                      |               | A. Miszalski KO   |                   | R. Terlecki PiS | J. Osuch PiS |                  | A. Ścigaj K’15 (2015) PSL (2019) PiS (2023) | A. Adamczyk PiS | B. Sonik KO       |                      | K. Berkowicz Konfederacja |          | M. Gdula SLD |          |                 |          |                  |          |               |
| X    | 2023 |                            | M. Wassermann PiS                       | E. Duda PiS  | D. Gosek-Popiołek SLD (2019) NL (2023) |                            | I. Raś PO (2005) KO (2019) TD (2023) | B. Sienkiewicz KO | J. Marczułajtis-Walczak KO    |                      |               | A. Miszalski KO   | D. Marek KO       |                 | J. Osuch PiS | R. Komarewicz TD | A. Ścigaj K’15 (2015) PSL (2019) PiS (2023) | A. Adamczyk PiS |                   | K. Matusik-Lipiec KO | K. Berkowicz Konfederacja |          |              |          |                 |          |                  |          |               |
| X    | 2024 | J. Meysztowicz KO          | M. Wassermann PiS                       | E. Duda PiS  | D. Gosek-Popiołek SLD (2019) NL (2023) | A. Kot KO                  | I. Raś PO (2005) KO (2019) TD (2023) | D. Jaśkowiec KO   |                               |                      |               |                   | D. Marek KO       |                 | J. Osuch PiS | R. Komarewicz TD | A. Ścigaj K’15 (2015) PSL (2019) PiS (2023) | A. Adamczyk PiS |                   | K. Matusik-Lipiec KO | K. Berkowicz Konfederacja |          |              |          |                 |          |                  |          |               |

### Wybory parlamentarne 2001
| Komitet wyborczy                                      | Komitet wyborczy                              | Głosów  | %     | Mandaty | Wybrani posłowie                                                                |
| ----------------------------------------------------- | --------------------------------------------- | ------- | ----- | ------- | ------------------------------------------------------------------------------- |
|                                                       | KKW Sojusz Lewicy Demokratycznej – Unia Pracy | 146 042 | 33,67 | 5       | Kazimierz Chrzanowski, Bronisław Cieślak, Jerzy Hausner, Anna Filek, Jan Orkisz |
|                                                       | KWW Platforma Obywatelska                     | 78 733  | 18,15 | 3       | Jan Rokita, Bogdan Klich, Tomasz Szczypiński, Józef Krzyworzeka                 |
|                                                       | Prawo i Sprawiedliwość                        | 69 543  | 16,03 | 2       | Zbigniew Ziobro, Zbigniew Wassermann                                            |
|                                                       | Liga Polskich Rodzin                          | 41 919  | 9,66  | 2       | Marek Kotlinowski, Stanisław Papież                                             |
|                                                       | Samoobrona Rzeczpospolitej Polskiej           | 29 864  | 6,89  | 1       | Kazimierz Wójcik                                                                |
|                                                       | Unia Wolności                                 | 25 320  | 5,84  | –       |                                                                                 |
|                                                       | Polskie Stronnictwo Ludowe                    | 22 168  | 5,11  | 1       | Bogdan Pęk, Stefan Nowak                                                        |
|                                                       | KKW Akcja Wyborcza Solidarność Prawicy        | 19 057  | 4,39  | –       |                                                                                 |
|                                                       | Alternatywa Ruch Społeczny                    | 1075    | 0,25  | –       |                                                                                 |
| Frekwencja: 50,50% Źródło: Państwowa Komisja Wyborcza |                                               |         |       |         |                                                                                 |

Poniższa tabela przedstawia podział mandatów dla komitetów wyborczych na podstawie uzyskanych głosów, a następnie obliczonych ilorazów wyborczych na podstawie zmodyfikowanej metody Sainte-Laguë.
| Podział mandatów dla komitetów wyborczych na podstawie zmodyfikowanej metody Sainte-Laguë | Podział mandatów dla komitetów wyborczych na podstawie zmodyfikowanej metody Sainte-Laguë | Podział mandatów dla komitetów wyborczych na podstawie zmodyfikowanej metody Sainte-Laguë | Podział mandatów dla komitetów wyborczych na podstawie zmodyfikowanej metody Sainte-Laguë | Podział mandatów dla komitetów wyborczych na podstawie zmodyfikowanej metody Sainte-Laguë | Podział mandatów dla komitetów wyborczych na podstawie zmodyfikowanej metody Sainte-Laguë | Podział mandatów dla komitetów wyborczych na podstawie zmodyfikowanej metody Sainte-Laguë | Podział mandatów dla komitetów wyborczych na podstawie zmodyfikowanej metody Sainte-Laguë | Podział mandatów dla komitetów wyborczych na podstawie zmodyfikowanej metody Sainte-Laguë | Podział mandatów dla komitetów wyborczych na podstawie zmodyfikowanej metody Sainte-Laguë | Podział mandatów dla komitetów wyborczych na podstawie zmodyfikowanej metody Sainte-Laguë | Podział mandatów dla komitetów wyborczych na podstawie zmodyfikowanej metody Sainte-Laguë | Podział mandatów dla komitetów wyborczych na podstawie zmodyfikowanej metody Sainte-Laguë | Podział mandatów dla komitetów wyborczych na podstawie zmodyfikowanej metody Sainte-Laguë |
| Komitet wyborczy                                                                          | Komitet wyborczy                                                                          | Liczba głosów                                                                             | Iloraz wyborczy                                                                           | Iloraz wyborczy                                                                           | Iloraz wyborczy                                                                           | Iloraz wyborczy                                                                           | Iloraz wyborczy                                                                           | Iloraz wyborczy                                                                           | Iloraz wyborczy                                                                           | Iloraz wyborczy                                                                           | Mandaty                                                                                   | TP                                                                                        |                                                                                           |
| Komitet wyborczy                                                                          | Komitet wyborczy                                                                          | Liczba głosów                                                                             | /1,4                                                                                      | /3                                                                                        | /5                                                                                        | /7                                                                                        | /9                                                                                        | /11                                                                                       | ...                                                                                       | /27                                                                                       | Mandaty                                                                                   | TP                                                                                        |                                                                                           |
| ----------------------------------------------------------------------------------------- | ----------------------------------------------------------------------------------------- | ----------------------------------------------------------------------------------------- | ----------------------------------------------------------------------------------------- | ----------------------------------------------------------------------------------------- | ----------------------------------------------------------------------------------------- | ----------------------------------------------------------------------------------------- | ----------------------------------------------------------------------------------------- | ----------------------------------------------------------------------------------------- | ----------------------------------------------------------------------------------------- | ----------------------------------------------------------------------------------------- | ----------------------------------------------------------------------------------------- | ----------------------------------------------------------------------------------------- | ----------------------------------------------------------------------------------------- |
|                                                                                           | KKW Sojusz Lewicy Demokratycznej – Unia Pracy                                             | 146 042                                                                                   | 104 316                                                                                   | 48 681                                                                                    | 29 208                                                                                    | 20 863                                                                                    | 16 227                                                                                    | 13 277                                                                                    | ...                                                                                       | 5409                                                                                      | 5                                                                                         | 5,27                                                                                      |                                                                                           |
|                                                                                           | KWW Platforma Obywatelska                                                                 | 78 733                                                                                    | 56 238                                                                                    | 26 244                                                                                    | 15 747                                                                                    | 11 248                                                                                    | 8749                                                                                      | 7158                                                                                      | ...                                                                                       | 2916                                                                                      | 3                                                                                         | 2,84                                                                                      |                                                                                           |
|                                                                                           | Prawo i Sprawiedliwość                                                                    | 69 543                                                                                    | 49 674                                                                                    | 23 181                                                                                    | 13 909                                                                                    | 9935                                                                                      | 7727                                                                                      | 6322                                                                                      | ...                                                                                       | 2576                                                                                      | 2                                                                                         | 2,51                                                                                      |                                                                                           |
|                                                                                           | Liga Polskich Rodzin                                                                      | 41 919                                                                                    | 29 942                                                                                    | 13 973                                                                                    | 8384                                                                                      | 5988                                                                                      | 4658                                                                                      | 3811                                                                                      | ...                                                                                       | 1553                                                                                      | 2                                                                                         | 1,51                                                                                      |                                                                                           |
|                                                                                           | Samoobrona Rzeczpospolitej Polskiej                                                       | 29 864                                                                                    | 21 331                                                                                    | 9955                                                                                      | 5973                                                                                      | 4266                                                                                      | 3318                                                                                      | 2715                                                                                      | ...                                                                                       | 1106                                                                                      | 1                                                                                         | 1,08                                                                                      |                                                                                           |
|                                                                                           | Polskie Stronnictwo Ludowe                                                                | 22 168                                                                                    | 15 834                                                                                    | 7389                                                                                      | 4434                                                                                      | 3167                                                                                      | 2463                                                                                      | 2015                                                                                      | ...                                                                                       | 821                                                                                       | 1                                                                                         | 0,80                                                                                      |                                                                                           |
| Ogółem                                                                                    | Ogółem                                                                                    | 388 269                                                                                   | —                                                                                         | —                                                                                         | —                                                                                         | —                                                                                         | —                                                                                         | —                                                                                         | —                                                                                         | —                                                                                         | 14                                                                                        | 14                                                                                        |                                                                                           |

### Wybory parlamentarne 2005
| Komitet wyborczy                                      | Komitet wyborczy                      | Głosów  | %     | Mandaty | Wybrani posłowie |
| ----------------------------------------------------- | ------------------------------------- | ------- | ----- | ------- | --- |
|                                                       | Prawo i Sprawiedliwość                | 156 754 | 37,29 | 6       | Zbigniew Ziobro, Zbigniew Wassermann, Barbara Bubula, Bogusław Bosak, Monika Ryniak, Andrzej Adamczyk, Witold Śmiałek |
|                                                       | Platforma Obywatelska RP              | 128 440 | 30,56 | 5       | Jan Rokita, Tomasz Szczypiński, Jacek Krupa, Ireneusz Raś, Jerzy Fedorowicz                                           |
|                                                       | Sojusz Lewicy Demokratycznej          | 33 480  | 7,96  | 1       | Kazimierz Chrzanowski                                                                                                 |
|                                                       | Liga Polskich Rodzin                  | 23 964  | 5,70  | 1       | Marek Kotlinowski, Stanisław Papież                                                                                   |
|                                                       | Samoobrona Rzeczpospolitej Polskiej   | 21 215  | 5,05  | –       | |
|                                                       | Socjaldemokracja Polska               | 14 951  | 3,56  | –       | |
|                                                       | Polskie Stronnictwo Ludowe            | 13 168  | 3,13  | –       | |
|                                                       | Partia Demokratyczna – demokraci.pl   | 12 025  | 2,86  | –       | |
|                                                       | Platforma Janusza Korwin-Mikke        | 7910    | 1,88  | –       | |
|                                                       | Polska Partia Pracy                   | 3889    | 0,93  | –       | |
|                                                       | Ruch Patriotyczny                     | 3431    | 0,82  | –       | |
|                                                       | Polska Partia Narodowa                | 685     | 0,16  | –       | |
|                                                       | Polska Konfederacja – Godność i Praca | 443     | 0,11  | –       | |
| Frekwencja: 47,34% Źródło: Państwowa Komisja Wyborcza |                                       |         |       |         | |

Poniższa tabela przedstawia podział mandatów dla komitetów wyborczych na podstawie uzyskanych głosów, a następnie obliczonych ilorazów wyborczych na podstawie metody D’Hondta.
| Podział mandatów dla komitetów wyborczych na podstawie metody D’Hondta | Podział mandatów dla komitetów wyborczych na podstawie metody D’Hondta | Podział mandatów dla komitetów wyborczych na podstawie metody D’Hondta | Podział mandatów dla komitetów wyborczych na podstawie metody D’Hondta | Podział mandatów dla komitetów wyborczych na podstawie metody D’Hondta | Podział mandatów dla komitetów wyborczych na podstawie metody D’Hondta | Podział mandatów dla komitetów wyborczych na podstawie metody D’Hondta | Podział mandatów dla komitetów wyborczych na podstawie metody D’Hondta | Podział mandatów dla komitetów wyborczych na podstawie metody D’Hondta | Podział mandatów dla komitetów wyborczych na podstawie metody D’Hondta | Podział mandatów dla komitetów wyborczych na podstawie metody D’Hondta | Podział mandatów dla komitetów wyborczych na podstawie metody D’Hondta | Podział mandatów dla komitetów wyborczych na podstawie metody D’Hondta | Podział mandatów dla komitetów wyborczych na podstawie metody D’Hondta |
| Komitet wyborczy                                                       | Komitet wyborczy                                                       | Liczba głosów                                                          | Iloraz wyborczy                                                        | Iloraz wyborczy                                                        | Iloraz wyborczy                                                        | Iloraz wyborczy                                                        | Iloraz wyborczy                                                        | Iloraz wyborczy                                                        | Iloraz wyborczy                                                        | Iloraz wyborczy                                                        | Iloraz wyborczy                                                        | Mandaty                                                                | TP                                                                     |
| Komitet wyborczy                                                       | Komitet wyborczy                                                       | Liczba głosów                                                          | /1                                                                     | /2                                                                     | /3                                                                     | /4                                                                     | /5                                                                     | /6                                                                     | /7                                                                     | ...                                                                    | /13                                                                    | Mandaty                                                                | TP                                                                     |
| ---------------------------------------------------------------------- | ---------------------------------------------------------------------- | ---------------------------------------------------------------------- | ---------------------------------------------------------------------- | ---------------------------------------------------------------------- | ---------------------------------------------------------------------- | ---------------------------------------------------------------------- | ---------------------------------------------------------------------- | ---------------------------------------------------------------------- | ---------------------------------------------------------------------- | ---------------------------------------------------------------------- | ---------------------------------------------------------------------- | ---------------------------------------------------------------------- | ---------------------------------------------------------------------- |
|                                                                        | Prawo i Sprawiedliwość                                                 | 156 754                                                                | 156 754                                                                | 78 377                                                                 | 52 251                                                                 | 39 189                                                                 | 31 351                                                                 | 26 126                                                                 | 22 393                                                                 | ...                                                                    | 12 058                                                                 | 6                                                                      | 5,41                                                                   |
|                                                                        | Platforma Obywatelska RP                                               | 128 440                                                                | 128 440                                                                | 64 220                                                                 | 42 813                                                                 | 32 110                                                                 | 25 688                                                                 | 21 407                                                                 | 18 349                                                                 | ...                                                                    | 9880                                                                   | 5                                                                      | 4,43                                                                   |
|                                                                        | Sojusz Lewicy Demokratycznej                                           | 33 480                                                                 | 33 480                                                                 | 16 740                                                                 | 11 160                                                                 | 8370                                                                   | 6696                                                                   | 5580                                                                   | 4783                                                                   | ...                                                                    | 2575                                                                   | 1                                                                      | 1,15                                                                   |
|                                                                        | Liga Polskich Rodzin                                                   | 23 964                                                                 | 23 964                                                                 | 11 982                                                                 | 7988                                                                   | 5991                                                                   | 4793                                                                   | 3994                                                                   | 3423                                                                   | ...                                                                    | 1843                                                                   | 1                                                                      | 0,83                                                                   |
|                                                                        | Samoobrona Rzeczpospolitej Polskiej                                    | 21 215                                                                 | 21 215                                                                 | 10 608                                                                 | 7072                                                                   | 5304                                                                   | 4243                                                                   | 3536                                                                   | 3031                                                                   | ...                                                                    | 1632                                                                   | 0                                                                      | 0,73                                                                   |
|                                                                        | Polskie Stronnictwo Ludowe                                             | 13 168                                                                 | 13 168                                                                 | 6584                                                                   | 4389                                                                   | 3292                                                                   | 2634                                                                   | 2195                                                                   | 1881                                                                   | ...                                                                    | 1013                                                                   | 0                                                                      | 0,45                                                                   |
| Ogółem                                                                 | Ogółem                                                                 | 377 021                                                                | —                                                                      | —                                                                      | —                                                                      | —                                                                      | —                                                                      | —                                                                      | —                                                                      | —                                                                      | —                                                                      | 13                                                                     | 13                                                                     |

### Wybory parlamentarne 2007
| Komitet wyborczy                                      | Komitet wyborczy                      | Głosów  | %     | Mandaty | Wybrani posłowie |
| ----------------------------------------------------- | ------------------------------------- | ------- | ----- | ------- | --- |
|                                                       | Platforma Obywatelska RP              | 265 821 | 47,35 | 7       | Jarosław Gowin, Ireneusz Raś, Jerzy Fedorowicz, Katarzyna Matusik-Lipiec, Łukasz Gibała, Jacek Krupa, Andrzej Ryszka    |
|                                                       | Prawo i Sprawiedliwość                | 193 270 | 34,43 | 5       | Zbigniew Ziobro, Zbigniew Wassermann, Ryszard Terlecki, Andrzej Adamczyk, Jacek Osuch, Zbysław Owczarski, Monika Ryniak |
|                                                       | KKW Lewica i Demokraci SLD+SDPL+PD+UP | 54 284  | 9,67  | 1       | Jan Widacki |
|                                                       | Polskie Stronnictwo Ludowe            | 23 493  | 4,18  | –       | |
|                                                       | Polska Partia Pracy                   | 9349    | 1,67  | –       | |
|                                                       | Liga Polskich Rodzin                  | 6872    | 1,22  | –       | |
|                                                       | Partia Kobiet                         | 4832    | 0,86  | –       | |
|                                                       | Samoobrona Rzeczpospolitej Polskiej   | 3483    | 0,62  | –       | |
| Frekwencja: 61,38% Źródło: Państwowa Komisja Wyborcza |                                       |         |       |         | |

Poniższa tabela przedstawia podział mandatów dla komitetów wyborczych na podstawie uzyskanych głosów, a następnie obliczonych ilorazów wyborczych na podstawie metody D’Hondta.
| Podział mandatów dla komitetów wyborczych na podstawie metody D’Hondta | Podział mandatów dla komitetów wyborczych na podstawie metody D’Hondta | Podział mandatów dla komitetów wyborczych na podstawie metody D’Hondta | Podział mandatów dla komitetów wyborczych na podstawie metody D’Hondta | Podział mandatów dla komitetów wyborczych na podstawie metody D’Hondta | Podział mandatów dla komitetów wyborczych na podstawie metody D’Hondta | Podział mandatów dla komitetów wyborczych na podstawie metody D’Hondta | Podział mandatów dla komitetów wyborczych na podstawie metody D’Hondta | Podział mandatów dla komitetów wyborczych na podstawie metody D’Hondta | Podział mandatów dla komitetów wyborczych na podstawie metody D’Hondta | Podział mandatów dla komitetów wyborczych na podstawie metody D’Hondta | Podział mandatów dla komitetów wyborczych na podstawie metody D’Hondta | Podział mandatów dla komitetów wyborczych na podstawie metody D’Hondta | Podział mandatów dla komitetów wyborczych na podstawie metody D’Hondta | Podział mandatów dla komitetów wyborczych na podstawie metody D’Hondta |
| Komitet wyborczy                                                       | Komitet wyborczy                                                       | Liczba głosów                                                          | Iloraz wyborczy                                                        | Iloraz wyborczy                                                        | Iloraz wyborczy                                                        | Iloraz wyborczy                                                        | Iloraz wyborczy                                                        | Iloraz wyborczy                                                        | Iloraz wyborczy                                                        | Iloraz wyborczy                                                        | Iloraz wyborczy                                                        | Iloraz wyborczy                                                        | Mandaty                                                                | TP                                                                     |
| Komitet wyborczy                                                       | Komitet wyborczy                                                       | Liczba głosów                                                          | /1                                                                     | /2                                                                     | /3                                                                     | /4                                                                     | /5                                                                     | /6                                                                     | /7                                                                     | /8                                                                     | ...                                                                    | /13                                                                    | Mandaty                                                                | TP                                                                     |
| ---------------------------------------------------------------------- | ---------------------------------------------------------------------- | ---------------------------------------------------------------------- | ---------------------------------------------------------------------- | ---------------------------------------------------------------------- | ---------------------------------------------------------------------- | ---------------------------------------------------------------------- | ---------------------------------------------------------------------- | ---------------------------------------------------------------------- | ---------------------------------------------------------------------- | ---------------------------------------------------------------------- | ---------------------------------------------------------------------- | ---------------------------------------------------------------------- | ---------------------------------------------------------------------- | ---------------------------------------------------------------------- |
|                                                                        | Platforma Obywatelska RP                                               | 265 821                                                                | 265 821                                                                | 132 911                                                                | 88 607                                                                 | 66 455                                                                 | 53 164                                                                 | 44 304                                                                 | 37 974                                                                 | 33 228                                                                 | ...                                                                    | 20 448                                                                 | 7                                                                      | 6,44                                                                   |
|                                                                        | Prawo i Sprawiedliwość                                                 | 193 270                                                                | 193 270                                                                | 96 635                                                                 | 64 423                                                                 | 48 318                                                                 | 38 654                                                                 | 32 212                                                                 | 27 610                                                                 | 24 159                                                                 | ...                                                                    | 14 867                                                                 | 5                                                                      | 4,68                                                                   |
|                                                                        | KKW Lewica i Demokraci SLD+SDPL+PD+UP                                  | 54 284                                                                 | 54 284                                                                 | 27 142                                                                 | 18 095                                                                 | 13 571                                                                 | 10 857                                                                 | 9047                                                                   | 7755                                                                   | 6786                                                                   | ...                                                                    | 4176                                                                   | 1                                                                      | 1,31                                                                   |
|                                                                        | Polskie Stronnictwo Ludowe                                             | 23 493                                                                 | 23 493                                                                 | 11 747                                                                 | 7831                                                                   | 5873                                                                   | 4699                                                                   | 3916                                                                   | 3356                                                                   | 2937                                                                   | ...                                                                    | 1807                                                                   | 0                                                                      | 0,57                                                                   |
| Ogółem                                                                 | Ogółem                                                                 | 536 868                                                                | —                                                                      | —                                                                      | —                                                                      | —                                                                      | —                                                                      | —                                                                      | —                                                                      | —                                                                      | —                                                                      | —                                                                      | 13                                                                     | 13                                                                     |

### Wybory parlamentarne 2011
| Komitet wyborczy                                      | Komitet wyborczy                    | Głosów  | %     | Mandaty | Wybrani posłowie |
| ----------------------------------------------------- | ----------------------------------- | ------- | ----- | ------- | --- |
|                                                       | Platforma Obywatelska RP            | 224 915 | 44,40 | 8       | Jarosław Gowin, Ireneusz Raś, Jerzy Fedorowicz, Katarzyna Matusik-Lipiec, Łukasz Gibała, Józef Lassota, Jagna Marczułajtis-Walczak, Lidia Gądek |
|                                                       | Prawo i Sprawiedliwość              | 156 800 | 30,95 | 5       | Andrzej Duda, Ryszard Terlecki, Andrzej Adamczyk, Jacek Osuch, Barbara Bubula, Piotr Ćwik                                                       |
|                                                       | Ruch Palikota                       | 45 079  | 8,90  | 1       | Anna Grodzka |
|                                                       | Sojusz Lewicy Demokratycznej        | 27 504  | 5,43  | –       | |
|                                                       | Polskie Stronnictwo Ludowe          | 22 574  | 4,46  | –       | |
|                                                       | Nowa Prawica – Janusza Korwin-Mikke | 16 765  | 3,31  | –       | |
|                                                       | Polska Jest Najważniejsza           | 10 749  | 2,12  | –       | |
|                                                       | Polska Partia Pracy – Sierpień 80   | 2194    | 0,43  | –       | |
| Frekwencja: 55,75% Źródło: Państwowa Komisja Wyborcza |                                     |         |       |         | |

Poniższa tabela przedstawia podział mandatów dla komitetów wyborczych na podstawie uzyskanych głosów, a następnie obliczonych ilorazów wyborczych na podstawie metody D’Hondta.
| Podział mandatów dla komitetów wyborczych na podstawie metody D’Hondta | Podział mandatów dla komitetów wyborczych na podstawie metody D’Hondta | Podział mandatów dla komitetów wyborczych na podstawie metody D’Hondta | Podział mandatów dla komitetów wyborczych na podstawie metody D’Hondta | Podział mandatów dla komitetów wyborczych na podstawie metody D’Hondta | Podział mandatów dla komitetów wyborczych na podstawie metody D’Hondta | Podział mandatów dla komitetów wyborczych na podstawie metody D’Hondta | Podział mandatów dla komitetów wyborczych na podstawie metody D’Hondta | Podział mandatów dla komitetów wyborczych na podstawie metody D’Hondta | Podział mandatów dla komitetów wyborczych na podstawie metody D’Hondta | Podział mandatów dla komitetów wyborczych na podstawie metody D’Hondta | Podział mandatów dla komitetów wyborczych na podstawie metody D’Hondta | Podział mandatów dla komitetów wyborczych na podstawie metody D’Hondta | Podział mandatów dla komitetów wyborczych na podstawie metody D’Hondta | Podział mandatów dla komitetów wyborczych na podstawie metody D’Hondta | Podział mandatów dla komitetów wyborczych na podstawie metody D’Hondta |
| Komitet wyborczy                                                       | Komitet wyborczy                                                       | Liczba głosów                                                          | Iloraz wyborczy                                                        | Iloraz wyborczy                                                        | Iloraz wyborczy                                                        | Iloraz wyborczy                                                        | Iloraz wyborczy                                                        | Iloraz wyborczy                                                        | Iloraz wyborczy                                                        | Iloraz wyborczy                                                        | Iloraz wyborczy                                                        | Iloraz wyborczy                                                        | Iloraz wyborczy                                                        | Mandaty                                                                | TP                                                                     |
| Komitet wyborczy                                                       | Komitet wyborczy                                                       | Liczba głosów                                                          | /1                                                                     | /2                                                                     | /3                                                                     | /4                                                                     | /5                                                                     | /6                                                                     | /7                                                                     | /8                                                                     | /9                                                                     | ...                                                                    | /13                                                                    | Mandaty                                                                | TP                                                                     |
| ---------------------------------------------------------------------- | ---------------------------------------------------------------------- | ---------------------------------------------------------------------- | ---------------------------------------------------------------------- | ---------------------------------------------------------------------- | ---------------------------------------------------------------------- | ---------------------------------------------------------------------- | ---------------------------------------------------------------------- | ---------------------------------------------------------------------- | ---------------------------------------------------------------------- | ---------------------------------------------------------------------- | ---------------------------------------------------------------------- | ---------------------------------------------------------------------- | ---------------------------------------------------------------------- | ---------------------------------------------------------------------- | ---------------------------------------------------------------------- |
|                                                                        | Platforma Obywatelska RP                                               | 224 915                                                                | 224 915                                                                | 112 458                                                                | 74 972                                                                 | 56 229                                                                 | 44 983                                                                 | 37 486                                                                 | 32 131                                                                 | 28 114                                                                 | 24 991                                                                 | ...                                                                    | 17 301                                                                 | 8                                                                      | 6,13                                                                   |
|                                                                        | Prawo i Sprawiedliwość                                                 | 156 800                                                                | 156 800                                                                | 78 400                                                                 | 52 267                                                                 | 39 200                                                                 | 31 360                                                                 | 26 133                                                                 | 22 400                                                                 | 19 600                                                                 | 17 422                                                                 | ...                                                                    | 12 062                                                                 | 5                                                                      | 4,27                                                                   |
|                                                                        | Ruch Palikota                                                          | 45 079                                                                 | 45 079                                                                 | 22 540                                                                 | 15 026                                                                 | 11 270                                                                 | 9016                                                                   | 7513                                                                   | 6440                                                                   | 5635                                                                   | 5009                                                                   | ...                                                                    | 3468                                                                   | 1                                                                      | 1,23                                                                   |
|                                                                        | Sojusz Lewicy Demokratycznej                                           | 27 504                                                                 | 27 504                                                                 | 13 752                                                                 | 9168                                                                   | 6876                                                                   | 5501                                                                   | 4584                                                                   | 3929                                                                   | 3438                                                                   | 3056                                                                   | ...                                                                    | 2116                                                                   | 0                                                                      | 0,75                                                                   |
|                                                                        | Polskie Stronnictwo Ludowe                                             | 22 574                                                                 | 22 574                                                                 | 11 287                                                                 | 7525                                                                   | 5644                                                                   | 4515                                                                   | 3762                                                                   | 3225                                                                   | 2822                                                                   | 2508                                                                   | ...                                                                    | 1736                                                                   | 0                                                                      | 0,62                                                                   |
| Ogółem                                                                 | Ogółem                                                                 | 476 872                                                                | —                                                                      | —                                                                      | —                                                                      | —                                                                      | —                                                                      | —                                                                      | —                                                                      | —                                                                      | —                                                                      | —                                                                      | —                                                                      | 14                                                                     | 14                                                                     |

### Wybory parlamentarne 2015
| Komitet wyborczy                                      | Komitet wyborczy                             | Głosów  | %     | Mandaty | Wybrani posłowie |
| ----------------------------------------------------- | -------------------------------------------- | ------- | ----- | ------- | --- |
|                                                       | Prawo i Sprawiedliwość                       | 209 607 | 38,55 | 7       | Małgorzata Wassermann, Jarosław Gowin, Andrzej Adamczyk, Jacek Osuch, Barbara Bubula, Ryszard Terlecki, Elżbieta Duda    |
|                                                       | Platforma Obywatelska RP                     | 133 558 | 24,56 | 5       | Rafał Trzaskowski, Ireneusz Raś, Bogusław Sonik, Lidia Gądek, Józef Lassota, Jagna Marczułajtis-Walczak, Grzegorz Lipiec |
|                                                       | Nowoczesna Ryszarda Petru                    | 52 822  | 9,90  | 1       | Jerzy Meysztowicz |
|                                                       | KWW Kukiz’15                                 | 39 379  | 7,24  | 1       | Agnieszka Ścigaj |
|                                                       | KKW Zjednoczona Lewica SLD+TR+PPS+UP+Zieloni | 34 643  | 6,37  | –       | |
|                                                       | KORWiN                                       | 34 446  | 6,33  | –       | |
|                                                       | Partia Razem                                 | 21 053  | 3,87  | –       | |
|                                                       | Polskie Stronnictwo Ludowe                   | 14 644  | 2,69  | –       | |
|                                                       | KWW Grzegorza Brauna „Szczęść Boże!”         | 1372    | 0,25  | –       | |
|                                                       | Kongres Nowej Prawicy                        | 1244    | 0,23  | –       | |
| Frekwencja: 58,81% Źródło: Państwowa Komisja Wyborcza |                                              |         |       |         | |

Poniższa tabela przedstawia podział mandatów dla komitetów wyborczych na podstawie uzyskanych głosów, a następnie obliczonych ilorazów wyborczych na podstawie metody D’Hondta.
| Podział mandatów dla komitetów wyborczych na podstawie metody D’Hondta | Podział mandatów dla komitetów wyborczych na podstawie metody D’Hondta | Podział mandatów dla komitetów wyborczych na podstawie metody D’Hondta | Podział mandatów dla komitetów wyborczych na podstawie metody D’Hondta | Podział mandatów dla komitetów wyborczych na podstawie metody D’Hondta | Podział mandatów dla komitetów wyborczych na podstawie metody D’Hondta | Podział mandatów dla komitetów wyborczych na podstawie metody D’Hondta | Podział mandatów dla komitetów wyborczych na podstawie metody D’Hondta | Podział mandatów dla komitetów wyborczych na podstawie metody D’Hondta | Podział mandatów dla komitetów wyborczych na podstawie metody D’Hondta | Podział mandatów dla komitetów wyborczych na podstawie metody D’Hondta | Podział mandatów dla komitetów wyborczych na podstawie metody D’Hondta | Podział mandatów dla komitetów wyborczych na podstawie metody D’Hondta | Podział mandatów dla komitetów wyborczych na podstawie metody D’Hondta | Podział mandatów dla komitetów wyborczych na podstawie metody D’Hondta |
| Komitet wyborczy                                                       | Komitet wyborczy                                                       | Liczba głosów                                                          | Iloraz wyborczy                                                        | Iloraz wyborczy                                                        | Iloraz wyborczy                                                        | Iloraz wyborczy                                                        | Iloraz wyborczy                                                        | Iloraz wyborczy                                                        | Iloraz wyborczy                                                        | Iloraz wyborczy                                                        | Iloraz wyborczy                                                        | Iloraz wyborczy                                                        | Mandaty                                                                | TP                                                                     |
| Komitet wyborczy                                                       | Komitet wyborczy                                                       | Liczba głosów                                                          | /1                                                                     | /2                                                                     | /3                                                                     | /4                                                                     | /5                                                                     | /6                                                                     | /7                                                                     | /8                                                                     | ...                                                                    | /14                                                                    | Mandaty                                                                | TP                                                                     |
| ---------------------------------------------------------------------- | ---------------------------------------------------------------------- | ---------------------------------------------------------------------- | ---------------------------------------------------------------------- | ---------------------------------------------------------------------- | ---------------------------------------------------------------------- | ---------------------------------------------------------------------- | ---------------------------------------------------------------------- | ---------------------------------------------------------------------- | ---------------------------------------------------------------------- | ---------------------------------------------------------------------- | ---------------------------------------------------------------------- | ---------------------------------------------------------------------- | ---------------------------------------------------------------------- | ---------------------------------------------------------------------- |
|                                                                        | Prawo i Sprawiedliwość                                                 | 209 607                                                                | 209 607                                                                | 104 804                                                                | 69 869                                                                 | 52 402                                                                 | 41 921                                                                 | 34 935                                                                 | 29 944                                                                 | 26 201                                                                 | ...                                                                    | 14 972                                                                 | 7                                                                      | 6,52                                                                   |
|                                                                        | Platforma Obywatelska RP                                               | 133 558                                                                | 133 558                                                                | 66 779                                                                 | 44 519                                                                 | 33 390                                                                 | 26 712                                                                 | 22 260                                                                 | 19 080                                                                 | 16 695                                                                 | ...                                                                    | 9540                                                                   | 5                                                                      | 4,16                                                                   |
|                                                                        | Nowoczesna Ryszarda Petru                                              | 52 822                                                                 | 52 822                                                                 | 26 411                                                                 | 17 607                                                                 | 13 206                                                                 | 10 564                                                                 | 8804                                                                   | 7546                                                                   | 6603                                                                   | ...                                                                    | 3773                                                                   | 1                                                                      | 1,64                                                                   |
|                                                                        | KWW Kukiz’15                                                           | 39 379                                                                 | 39 379                                                                 | 19 690                                                                 | 13 126                                                                 | 9845                                                                   | 7876                                                                   | 6563                                                                   | 5626                                                                   | 4922                                                                   | ...                                                                    | 2813                                                                   | 1                                                                      | 1,23                                                                   |
|                                                                        | Polskie Stronnictwo Ludowe                                             | 14 644                                                                 | 14 644                                                                 | 7322                                                                   | 4881                                                                   | 3661                                                                   | 2929                                                                   | 2441                                                                   | 2092                                                                   | 1831                                                                   | ...                                                                    | 1046                                                                   | 0                                                                      | 0,46                                                                   |
| Ogółem                                                                 | Ogółem                                                                 | 450 010                                                                | —                                                                      | —                                                                      | —                                                                      | —                                                                      | —                                                                      | —                                                                      | —                                                                      | —                                                                      | —                                                                      | —                                                                      | 14                                                                     | 14                                                                     |

### Wybory parlamentarne 2019
| Komitet wyborczy                                      | Komitet wyborczy                           | Głosów  | %     | Mandaty | Wybrani posłowie                                                                                      |
| ----------------------------------------------------- | ------------------------------------------ | ------- | ----- | ------- | --- |
|                                                       | Prawo i Sprawiedliwość                     | 256 847 | 39,56 | 6       | Małgorzata Wassermann, Andrzej Adamczyk, Jarosław Gowin, Jacek Osuch, Ryszard Terlecki, Elżbieta Duda |
|                                                       | KKW Koalicja Obywatelska PO .N iPL Zieloni | 197 930 | 30,48 | 4       | Paweł Kowal, Ireneusz Raś, Bogusław Sonik, Aleksander Miszalski                                       |
|                                                       | Sojusz Lewicy Demokratycznej               | 84 457  | 13,01 | 2       | Maciej Gdula, Daria Gosek-Popiołek                                                                    |
|                                                       | Konfederacja Wolność i Niepodległość       | 51 855  | 7,99  | 1       | Konrad Berkowicz                                                                                      |
|                                                       | Polskie Stronnictwo Ludowe                 | 47 219  | 7,27  | 1       | Agnieszka Ścigaj                                                                                      |
|                                                       | KWW Koalicja Bezpartyjni i Samorządowcy    | 9214    | 1,42  | –       | |
|                                                       | Prawica                                    | 1765    | 0,27  | –       | |
| Frekwencja: 68,57% Źródło: Państwowa Komisja Wyborcza |                                            |         |       |         | |

Poniższa tabela przedstawia podział mandatów dla komitetów wyborczych na podstawie uzyskanych głosów, a następnie obliczonych ilorazów wyborczych na podstawie metody D’Hondta.
| Podział mandatów dla komitetów wyborczych na podstawie metody D’Hondta | Podział mandatów dla komitetów wyborczych na podstawie metody D’Hondta | Podział mandatów dla komitetów wyborczych na podstawie metody D’Hondta | Podział mandatów dla komitetów wyborczych na podstawie metody D’Hondta | Podział mandatów dla komitetów wyborczych na podstawie metody D’Hondta | Podział mandatów dla komitetów wyborczych na podstawie metody D’Hondta | Podział mandatów dla komitetów wyborczych na podstawie metody D’Hondta | Podział mandatów dla komitetów wyborczych na podstawie metody D’Hondta | Podział mandatów dla komitetów wyborczych na podstawie metody D’Hondta | Podział mandatów dla komitetów wyborczych na podstawie metody D’Hondta | Podział mandatów dla komitetów wyborczych na podstawie metody D’Hondta | Podział mandatów dla komitetów wyborczych na podstawie metody D’Hondta | Podział mandatów dla komitetów wyborczych na podstawie metody D’Hondta | Podział mandatów dla komitetów wyborczych na podstawie metody D’Hondta |
| Komitet wyborczy                                                       | Komitet wyborczy                                                       | Liczba głosów                                                          | Iloraz wyborczy                                                        | Iloraz wyborczy                                                        | Iloraz wyborczy                                                        | Iloraz wyborczy                                                        | Iloraz wyborczy                                                        | Iloraz wyborczy                                                        | Iloraz wyborczy                                                        | Iloraz wyborczy                                                        | Iloraz wyborczy                                                        | Mandaty                                                                | TP                                                                     |
| Komitet wyborczy                                                       | Komitet wyborczy                                                       | Liczba głosów                                                          | /1                                                                     | /2                                                                     | /3                                                                     | /4                                                                     | /5                                                                     | /6                                                                     | /7                                                                     | ...                                                                    | /14                                                                    | Mandaty                                                                | TP                                                                     |
| ---------------------------------------------------------------------- | ---------------------------------------------------------------------- | ---------------------------------------------------------------------- | ---------------------------------------------------------------------- | ---------------------------------------------------------------------- | ---------------------------------------------------------------------- | ---------------------------------------------------------------------- | ---------------------------------------------------------------------- | ---------------------------------------------------------------------- | ---------------------------------------------------------------------- | ---------------------------------------------------------------------- | ---------------------------------------------------------------------- | ---------------------------------------------------------------------- | ---------------------------------------------------------------------- |
|                                                                        | Prawo i Sprawiedliwość                                                 | 256 847                                                                | 256 847                                                                | 128 424                                                                | 85 616                                                                 | 64 212                                                                 | 51 369                                                                 | 42 808                                                                 | 36 692                                                                 | ...                                                                    | 18 346                                                                 | 6                                                                      | 5,63                                                                   |
|                                                                        | KKW Koalicja Obywatelska PO .N iPL Zieloni                             | 197 930                                                                | 197 930                                                                | 98 965                                                                 | 65 977                                                                 | 49 483                                                                 | 39 586                                                                 | 32 988                                                                 | 28 276                                                                 | ...                                                                    | 14 138                                                                 | 4                                                                      | 4,34                                                                   |
|                                                                        | Sojusz Lewicy Demokratycznej                                           | 84 457                                                                 | 84 457                                                                 | 42 229                                                                 | 28 152                                                                 | 21 114                                                                 | 16 891                                                                 | 14 076                                                                 | 12 065                                                                 | ...                                                                    | 6033                                                                   | 2                                                                      | 1,85                                                                   |
|                                                                        | Konfederacja Wolność i Niepodległość                                   | 51 855                                                                 | 51 855                                                                 | 25 928                                                                 | 17 285                                                                 | 12 964                                                                 | 10 371                                                                 | 8643                                                                   | 7408                                                                   | ...                                                                    | 3704                                                                   | 1                                                                      | 1,14                                                                   |
|                                                                        | Polskie Stronnictwo Ludowe                                             | 47 219                                                                 | 47 219                                                                 | 23 610                                                                 | 15 740                                                                 | 11 805                                                                 | 9444                                                                   | 7870                                                                   | 6746                                                                   | ...                                                                    | 3373                                                                   | 1                                                                      | 1,04                                                                   |
| Ogółem                                                                 | Ogółem                                                                 | 638 308                                                                | —                                                                      | —                                                                      | —                                                                      | —                                                                      | —                                                                      | —                                                                      | —                                                                      | —                                                                      | —                                                                      | 14                                                                     | 14                                                                     |

### Wybory parlamentarne 2023
| Komitet wyborczy                                      | Komitet wyborczy                                                           | Głosów  | %     | Mandaty | Wybrani posłowie |
| ----------------------------------------------------- | -------------------------------------------------------------------------- | ------- | ----- | ------- | --- |
|                                                       | KKW Koalicja Obywatelska PO .N iPL Zieloni                                 | 232 799 | 30,73 | 5       | Bartłomiej Sienkiewicz, Jagna Marczułajtis-Walczak, Aleksander Miszalski, Dorota Marek, Katarzyna Matusik-Lipiec, Dominik Jaśkowiec, Jerzy Meysztowicz, Aleksandra Kot |
|                                                       | Prawo i Sprawiedliwość                                                     | 232 430 | 30,68 | 5       | Małgorzata Wassermann, Andrzej Adamczyk, Elżbieta Duda, Jacek Osuch, Agnieszka Ścigaj                                                                                  |
|                                                       | KKW Trzecia Droga Polska 2050 Szymona Hołowni – Polskie Stronnictwo Ludowe | 127 693 | 16,86 | 2       | Rafał Komarewicz, Ireneusz Raś |
|                                                       | Nowa Lewica                                                                | 83 633  | 11,04 | 1       | Daria Gosek-Popiołek |
|                                                       | Konfederacja Wolność i Niepodległość                                       | 58 435  | 7,71  | 1       | Konrad Berkowicz |
|                                                       | Bezpartyjni Samorządowcy                                                   | 11 416  | 1,51  | –       | |
|                                                       | Polska Jest Jedna                                                          | 11 116  | 1,47  | –       | |
| Frekwencja: 80,10% Źródło: Państwowa Komisja Wyborcza |                                                                            |         |       |         | |

Poniższa tabela przedstawia podział mandatów dla komitetów wyborczych na podstawie uzyskanych głosów, a następnie obliczonych ilorazów wyborczych na podstawie metody D’Hondta.
| Podział mandatów dla komitetów wyborczych na podstawie metody D’Hondta | Podział mandatów dla komitetów wyborczych na podstawie metody D’Hondta     | Podział mandatów dla komitetów wyborczych na podstawie metody D’Hondta | Podział mandatów dla komitetów wyborczych na podstawie metody D’Hondta | Podział mandatów dla komitetów wyborczych na podstawie metody D’Hondta | Podział mandatów dla komitetów wyborczych na podstawie metody D’Hondta | Podział mandatów dla komitetów wyborczych na podstawie metody D’Hondta | Podział mandatów dla komitetów wyborczych na podstawie metody D’Hondta | Podział mandatów dla komitetów wyborczych na podstawie metody D’Hondta | Podział mandatów dla komitetów wyborczych na podstawie metody D’Hondta | Podział mandatów dla komitetów wyborczych na podstawie metody D’Hondta | Podział mandatów dla komitetów wyborczych na podstawie metody D’Hondta | Podział mandatów dla komitetów wyborczych na podstawie metody D’Hondta |
| Komitet wyborczy                                                       | Komitet wyborczy                                                           | Liczba głosów                                                          | Iloraz wyborczy                                                        | Iloraz wyborczy                                                        | Iloraz wyborczy                                                        | Iloraz wyborczy                                                        | Iloraz wyborczy                                                        | Iloraz wyborczy                                                        | Iloraz wyborczy                                                        | Iloraz wyborczy                                                        | Mandaty                                                                | TP                                                                     |
| Komitet wyborczy                                                       | Komitet wyborczy                                                           | Liczba głosów                                                          | /1                                                                     | /2                                                                     | /3                                                                     | /4                                                                     | /5                                                                     | /6                                                                     | ...                                                                    | /14                                                                    | Mandaty                                                                | TP                                                                     |
| ---------------------------------------------------------------------- | -------------------------------------------------------------------------- | ---------------------------------------------------------------------- | ---------------------------------------------------------------------- | ---------------------------------------------------------------------- | ---------------------------------------------------------------------- | ---------------------------------------------------------------------- | ---------------------------------------------------------------------- | ---------------------------------------------------------------------- | ---------------------------------------------------------------------- | ---------------------------------------------------------------------- | ---------------------------------------------------------------------- | ---------------------------------------------------------------------- |
|                                                                        | KKW Koalicja Obywatelska PO .N iPL Zieloni                                 | 232 799                                                                | 232 799                                                                | 116 400                                                                | 77 600                                                                 | 58 200                                                                 | 46 560                                                                 | 38 880                                                                 | ...                                                                    | 16 629                                                                 | 5                                                                      | 4,43                                                                   |
|                                                                        | Prawo i Sprawiedliwość                                                     | 232 430                                                                | 232 430                                                                | 116 215                                                                | 77 477                                                                 | 58 108                                                                 | 46 486                                                                 | 38 738                                                                 | ...                                                                    | 16 602                                                                 | 5                                                                      | 4,43                                                                   |
|                                                                        | KKW Trzecia Droga Polska 2050 Szymona Hołowni – Polskie Stronnictwo Ludowe | 127 693                                                                | 127 693                                                                | 63 847                                                                 | 42 564                                                                 | 31 923                                                                 | 25 539                                                                 | 21 282                                                                 | ...                                                                    | 9121                                                                   | 2                                                                      | 2,43                                                                   |
|                                                                        | Nowa Lewica                                                                | 83 633                                                                 | 83 633                                                                 | 41 817                                                                 | 27 878                                                                 | 20 908                                                                 | 16 727                                                                 | 13 939                                                                 | ...                                                                    | 5974                                                                   | 1                                                                      | 1,59                                                                   |
|                                                                        | Konfederacja Wolność i Niepodległość                                       | 58 435                                                                 | 58 435                                                                 | 29 218                                                                 | 19 478                                                                 | 14 609                                                                 | 11 687                                                                 | 9739                                                                   | ...                                                                    | 4174                                                                   | 1                                                                      | 1,11                                                                   |
| Ogółem                                                                 | Ogółem                                                                     | 734 990                                                                | —                                                                      | —                                                                      | —                                                                      | —                                                                      | —                                                                      | —                                                                      | —                                                                      | —                                                                      | 14                                                                     | 14                                                                     |